# Souza
Souza, właśc. Josef de Souza Dias (ur. 11 lutego 1989) – brazylijski piłkarz występujący na pozycji defensywnego pomocnika, piłkarz Beşiktaş i reprezentacji Brazylii.

## Kariera

### Klubowa
Profesjonalną karierę zaczynał w ojczystym kraju w CR Vasco da Gama. Latem 2010 przeszedł do portugalskiego klubu FC Porto. Kwota transferu wyniosła 3,5 mln. €.

### Reprezentacyjna
Souza zagrał na MŚ U-20 w 2009. Doszedł tam z Brazylią do finału, ale w serii rzutów karnych nie potrafił umieścić piłki w siatce, a Brazylia zajęła 2. miejsce.